# کوکب، حماة
کوکب (به عربی: کوکب) یک روستا در سوریه است که در ناحیه صوران واقع شده‌است. کوکب ۱٬۶۳۹ نفر جمعیت دارد.